# American Sniper (film)
American Sniper er en amerikansk biografisk krigsdramafilm fra 2014 instrueret af Clint Eastwood og skrevet af Jason Hall. Den er baseret på bogen American Sniper: The Autobiography of the Most Lethal Sniper in U.S. Military History af Chris Kyle med Scott McEwen og Jim DeFelice. Kyle var med sine 255 drab, hvoraf 160 blev bekræftet officielt af det amerikanske forsvarsdepartement, den dødeligste finskytte i USAs militærhistorie. Filmen har Bradley Cooper i hovedrollen som Chris Kyle og Sienna Miller som hans kone Taya, med Luke Grimes, Kyle Gallner, Sam Jaeger, Jake McDorman og Cory Hardrict i biroller.
Filmens verdenspremiere var 11. november 2014 under Det amerikanske filminstituts filmfestival, fulgt af en begrænset udgivelse i amerikanske biografer 25. december 2014, og verdensomspændende udgivelse 16. januar 2015. Filmen blev en stor kommerciel succes, med en indtjening på over $547 million på verdensplan. I USA var det den højest indtjenende film i 2014 med et salg på $350 millioner, og samtidig Eastwoods største salgssucces til 2025.
American Sniper blev nomineret til fire Oscars, herunder for bedste film, bedste mandlige hovedrolle og bedste manuskript, men vandt blot prisen for bedste lyd.

## Rolleliste
- Bradley Cooper som Chris Kyle[7]
- Sienna Miller som Taya Renae Kyle[8]
- Luke Grimes som Marc Lee[9]
- Kyle Gallner som Goat-Winston[10]
- Sam Jaeger som Captain Martens[11]
- Jake McDorman som Ryan "Biggles" Job[12]
- Cory Hardrict som 'D' / Dandridge[13]
- Navid Negahban som Sheikh Al-Obodi[14]
- Eric Close som DIA Agent Snead[14]
- Eric Ladin som Squirrel[14]
- Kevin "Dauber" Lacz som sig selv[15]
- Brian Hallisay som Captain Gillespie
- Keir O'Donnell som Jeff Kyle
- Marnette Patterson som Sarah
- Leonard Roberts as Instructor Rolle
- Sammy Sheik som Mustafa, en rolle, der delvis er baseret på enirakisk snigskytte Juba[16]
- Mido Hamada som "The Butcher", a character possibly based on Abu Deraa
- Max Charles som Colton Kyle